# Globos de Ouro de 2010
A 15ª edição dos Globos de Ouro ocorreu a 23 de maio de 2010, no Coliseu dos Recreios, em Lisboa. Foi apresentada por Bárbara Guimarães e transmitida na televisão pela SIC, uma das duas organizadoras dos prémios juntamente com a revista Caras.

## Vencedores e nomeados
NotaOs vencedores estão destacados a negrito.

### Cinema
| Melhor filme | Melhor atriz | Melhor ator |
| --- | --- | --- |
| Um Amor de Perdição, de Mário Barroso - A Corte do Norte, de João Botelho - A Esperança Está Onde Menos Se Espera, de Joaquim Leitão - Morrer como um Homem, de João Pedro Rodrigues | Catarina Wallenstein — Singularidades de uma Rapariga Loura, Um Amor de Perdição e A Vida Privada de Salazar - Ana Moreira — A Corte do Norte - Margarida Carvalho — Veneno Cura - Rita Martins — 4 Copas | Rui Morrison — Os Sorrisos do Destino - Fernando Santos — Morrer como um Homem - João Lagarto — 4 Copas - Tomás Laves — Um Amor de Perdição |

### Desporto
| Melhor desportista feminina                                                                             | Melhor desportista masculino                                                                            | Melhor treinador                                                                                       |
| --- | --- | --- |
| Telma Monteiro (judo) - Joana Vasconcelos (canoagem) - Michelle Brito (ténis) - Naide Gomes (atletismo) | Nélson Évora (atletismo) - Cristiano Ronaldo (futebol) - Rui Gonçalves (motocross) - Tiago Pires (surf) | José Mourinho (futebol) - Jesualdo Ferreira (futebol) - João Ganço (atletismo) - Jorge Jesus (futebol) |

### Moda
| Melhor modelo feminino                                                                                        | Melhor modelo masculino                                                                                       | Melhor estilista                                                       |
| --- | --- | ---------------------------------------------------------------------- |
| Jani Gabriel (Central Models) - Ana Sofia (Elite) - Flor Guerreiro (L’Agence) - Milene Veiga (Central Models) | Bruno Rosendo (L’Agence) - Armando Cabral (Central Models) - Luís Borges (Central Models) - Rúben Rua (Elite) | Ana Salazar - Filipe Faísca - Felipe Oliveira Baptista - Luís Buchinho |

### Música
| Melhor intérprete individual                                                                                       | Melhor grupo | Melhor música                                                                                            |
| --- | --- | --- |
| Ana Moura, com Leva-me aos Fados - Carminho, com Fado - David Fonseca, com Between Waves - Rodrigo Leão, com A Mãe | Xutos & Pontapés, com 30 Anos à Nossa Maneira - Hoje, com Amália Hoje - O'queStrada, com Tasca Beat - Virgem Suta, com Virgem Suta | Gaivota, de Hoje - A Cry 4 love, de David Fonseca - Cara ou Coroa, de Adriana - Mais um Dia, de José Cid |

### Teatro
| Melhor peça ou espetáculo | Melhor atriz | Melhor ator |
| --- | --- | --- |
| O Camareiro, de João Mota - A Gaiola das Loucas, de Filipe La Féria - Breve Sumário da História de Deus, de Nuno Carinhas - Esta Noite Improvisa-se, de Jorge Silva Melo | Manuela Maria, em A Casa do Lago - Beatriz Batarda, em Menina Júlia e Ifigénia na Táurida - Custódia Gallego, em Vulcão - Sílvia Filipe, em Esta Noite Improvisa-se | Virgílio Castelo, em O Camareiro - Albano Jerónimo, em Menina Júlia - Henrique Feist, em Máquina de Somar - José Raposo, em A Gaiola das Loucas |

### Revelação do Ano
- Daniela Ruah (representação)
  - Carminho (música)
  - Fábio Coentrão (desporto)
  - Hugo Chapouto (desporto)
  - João Manzarra (televisão)
  - João Salaviza (cinema)
  - João Tordo (escrita)
  - Sofia Escobar (teatro)

### Prémio Mérito e Excelência
- Artur Agostinho